# Marek Kysela
Marek Kysela (* 10. července 1992, Rokycany) je bývalý český fotbalový obránce, který naposled působil v českém prvoligovém klubu FK Baumit Jablonec.

## Klubová kariéra
V roce 2008 odešel z plzeňského juniorského týmu do italského velkoklubu Interu Milán. Zde hrával také v juniorském týmu (Primavera), trenér José Mourinho mu dal příležitost i v přípravném zápase A-mužstva. V Interu se sešel se slovenským hráčem Jakubem Vojtušem.
V červnu 2012 se vrátil do České republiky, přestoupil do severočeského klubu FK Baumit Jablonec. V sezóně 2012/13 s klubem získal český fotbalový pohár.
V lednu 2018 ukončil ze zdravotních důvodů profesionální kariéru.

## Reprezentační kariéra
Marek Kysela nastupoval za české reprezentační výběry od kategorie do 16 let. V „jedenadvacítce“ debutoval 25. dubna 2012 na stadionu NTC Senec v přátelském utkání proti domácímu Slovensku (výhra ČR 2:1). Trenér Jakub Dovalil mu dal příležitost ve druhém poločase.